# Evropská konferenční liga UEFA 2022/2023
Evropská konferenční liga UEFA 2022/2023 byla 2. sezónou Evropské konferenční ligy UEFA, mezinárodní fotbalové soutěže, které se účastnily týmy z členských asociací UEFA. Konala se od července do srpna 2022 (kvalifikace) a od září 2022 do 7. května 2023 (hlavní část).
Vítězný tým Evropské konferenční ligy 2022/2023, West Ham United se automaticky kvalifikoval do skupinové fáze Evropské ligy 2023/2024.
Finále se odehrálo na stadionu Fortuna Arena v Praze, hlavním městě České republiky.

## Účastnická místa
Celkem 177 týmů z 54 z celkových 55 členských zemí UEFA se účastnily Evropské konferenční ligy UEFA 2022/23. Jedinou výjimkou bylo Rusko, jehož týmy UEFA vyloučila ze soutěží. Země získaly účastnická místa dle koeficientů UEFA:
- Asociace na 1.–5. místě obdržely jedno místo.
- Asociace na 6.–7., 9–17. místě a na 51.–55. obdržely dvě místa.
- Asociace na 18.–50. místě obdržely tři místa s výjimkou Lichtenštejnska, které obdrželo jen jedno místo pro vítěze domácího poháru.
- Dále se Evropské konferenční ligy účastnilo 18 týmů vyřazených v předkolech Ligy mistrů a 25 týmů vyřazených z Evropské ligy.

### Žebříček UEFA
Účastnická místa pro Evropskou konferenční ligu UEFA 2022/2023 byla rozdělena podle koeficientu UEFA z roku 2021, do kterého byly započteny výsledky klubů dané země v evropských pohárových soutěžích od sezóny 2016/17 do sezóny 2020/21 včetně.
| #  | Asociace    | Koef.   | Týmy |
| -- | ----------- | ------- | ---- |
| 1  | Anglie      | 100,569 | 1    |
| 2  | Španělsko   | 97,855  | 1    |
| 3  | Itálie      | 75,438  | 1    |
| 4  | Německo     | 73,570  | 1    |
| 5  | Francie     | 56,081  | 1    |
| 6  | Portugalsko | 48,549  | 2    |
| 7  | Nizozemsko  | 39,200  | 2    |
| 8  | Rusko       | 38,382  | 0    |
| 9  | Belgie      | 36,500  | 2    |
| 10 | Rakousko    | 35,825  | 2    |
| 11 | Skotsko     | 33,375  | 2    |
| 12 | Ukrajina    | 33,100  | 2    |
| 13 | Turecko     | 30,100  | 2    |
| 14 | Dánsko      | 27,875  | 2    |
| 15 | Kypr        | 27,750  | 2    |
| 16 | Srbsko      | 26,750  | 2    |
| 17 | Česko       | 26,600  | 2    |
| 18 | Chorvatsko  | 26,275  | 3    |
| 19 | Švýcarsko   | 26,225  | 3    |

| #  | Asociace            | Koef.  | Týmy |
| -- | ------------------- | ------ | ---- |
| 20 | Řecko               | 26,000 | 3    |
| 21 | Izrael              | 24,375 | 3    |
| 22 | Norsko              | 21,000 | 3    |
| 23 | Švédsko             | 20,500 | 3    |
| 24 | Bulharsko           | 20,375 | 3    |
| 25 | Rumunsko            | 18,200 | 3    |
| 26 | Ázerbájdžán         | 16,875 | 3    |
| 27 | Kazachstán          | 15,625 | 3    |
| 28 | Maďarsko            | 15,500 | 3    |
| 29 | Bělorusko           | 15,250 | 3    |
| 30 | Polsko              | 15,125 | 3    |
| 31 | Slovinsko           | 14,250 | 3    |
| 32 | Slovensko           | 13,625 | 3    |
| 33 | Lichtenštejnsko     | 9,000  | 1    |
| 34 | Litva               | 8,750  | 3    |
| 35 | Lucembursko         | 8,250  | 3    |
| 36 | Bosna a Hercegovina | 8,000  | 3    |
| 37 | Irsko               | 7,755  | 3    |
| 38 | Severní Makedonie   | 7,625  | 3    |

| #  | Asociace        | Koef. | Týmy |
| -- | --------------- | ----- | ---- |
| 39 | Arménie         | 7,375 | 3    |
| 40 | Lotyšsko        | 7,375 | 3    |
| 41 | Albánie         | 7,250 | 3    |
| 42 | Severní Irsko   | 6,958 | 3    |
| 43 | Gruzie          | 6,875 | 3    |
| 44 | Finsko          | 6,875 | 3    |
| 45 | Moldavsko       | 6,875 | 3    |
| 46 | Malta           | 6,375 | 3    |
| 47 | Faerské ostrovy | 6,125 | 3    |
| 48 | Kosovo          | 5,833 | 3    |
| 49 | Gibraltar       | 5,666 | 3    |
| 50 | Černá Hora      | 5,000 | 3    |
| 51 | Wales           | 5,000 | 2    |
| 52 | Island          | 4,875 | 2    |
| 53 | Estonsko        | 4,750 | 2    |
| 54 | Andorra         | 3,331 | 2    |
| 55 | San Marino      | 1,166 | 2    |

### Rozdělení týmů
Vzhledem k vyloučení týmů z Ruska v soutěžích UEFA a vzhledem k tomu, že si vítěz Evropské konferenční ligy 2021/2022 zajistil místo v základní části Evropské ligy 2022/2023 došlo oproti původnímu rozdělení k následujícím úpravám:
- Vítěz poháru asociace na 16. a 17. místě (Srbsko, Česko) vstoupí do Evropské ligy, namísto 2. předkola Evropské konferenční ligy.
- Vítězové poháru asociací na 18.–20. místě (Chorvatsko, Švýcarsko, Řecko) vstoupí přímo do 3. předkola, namísto 2. předkola.
- Vítězové poháru asociací na 30.–41. místě (Polsko, Slovinsko, Slovensko, Lichtenštejnsko, Litva, Lucembursko, Bosna a Hercegovina, Irsko, Severní Makedonie, Arménie, Lotyšsko, Albánie) vstoupí přímo do 2. předkola, namísto 1. předkola.

|                            |                             | Týmy vstupující do tohoto kola | Týmy postupující z předchozího kola                      | Týmy přesunuté z Ligy mistrů nebo Evropské ligy                                            |
| -------------------------- | --------------------------- | --- | -------------------------------------------------------- | ------------------------------------------------------------------------------------------ |
| 1. předkolo (60 týmů)      | 1. předkolo (60 týmů)       | - 14 vítězů pohárů z asociací na 42.–55. místě - 25 týmů ze 2. místa asociací na 30.–55. místě (kromě Lichtenštejnska) - 21 týmů ze 3. místa asociací na 29.–50. místě (kromě Lichtenštejnska)                                                     |                                                          |                                                                                            |
| 2. předkolo                | Mistrovská část (16 týmů)   | |                                                          | - 3 vyřazené týmy z 0. předkola Ligy mistrů - 13 vyřazených týmů z 1. předkola Ligy mistrů |
| 2. předkolo                | Nemistrovská část (90 týmů) | - 21 vítězů pohárů z asociací na 21.–41. místě - 14 týmů ze 2. místa asociací na 16.–29. místě - 16 týmů ze 3. místa asociací na 13.–28. místě - 8 týmů ze 4. místa asociací na 7.–15. místě (kromě Ruska) - 1 tým z 5. místa asociace na 6. místě | - 30 vítězů z 1. předkola                                |                                                                                            |
| 3. předkolo                | Mistrovská část (10 týmů)   | | - 8 vítězů z 2. předkola MČ                              | - 2 týmy vyřazené z 1. předkola Ligy mistrů                                                |
| 3. předkolo                | Nemistrovská část (54 týmů) | - 3 vítězové pohárů z asociací na 18.–20. místě - 5 týmů ze 3. míst z asociací na 7.–12. místě (kromě Ruska) - 1 tým ze 4. místa asociace na 6. místě                                                                                              | - 45 vítězů z 2. předkola NČ                             |                                                                                            |
| 4. předkolo                | Mistrovská část (10 týmů)   | | - 5 vítězů z 3. předkola MČ                              | - 5 týmů vyřazených z 3. předkola MČ Evropské ligy                                         |
| 4. předkolo                | Nemistrovská část (34 týmů) | - 1 tým z 5. místa asociace na 5. místě - 4 týmy ze 6. míst asociací na 1–4. místě (v případě Anglie jde o vítěze EFL Cupu) | - 27 vítězů z 3. předkola NČ                             | - 2 týmy vyřazené z 3. předkola NČ Evropské ligy                                           |
| Skupinová fáze (32 týmů)   | Skupinová fáze (32 týmů)    | | - 5 vítězů z 4. předkola MČ - 17 vítězů z 4. předkola NČ | - 10 týmů vyřazených ze 4. předkola EL                                                     |
| Předkolo playoff (16 týmů) | Předkolo playoff (16 týmů)  | | - 8 týmů z 2. míst základních skupin                     | - 8 týmů ze 3. míst základních skupin EL                                                   |
| Vyřazovací fáze (16 týmů)  | Vyřazovací fáze (16 týmů)   | | - 8 vítězů předkola playoff - 8 vítězů základních skupin |                                                                                            |

### Týmy
Týmy kvalifikované do Evropské konferenční ligy UEFA 2022/23 seřazeny podle předkol do kterých vstoupily. V závorkách způsob kvalifikace:
Popisky v závorkách ukazují z jaké pozice se tým kvalifikoval do soutěže:
- 2., 3., 4., atd.: Umístění v lize
  - POE: Vítězové ligového play-off o Evropu
- VP: Vítěz domácího poháru
- LP: Vítěz ligového poháru
- LM: Vstup z Ligy mistrů
  - P1: Poražení z 1. předkola
  - P0: Poražení z 0. předkola
- EL: Vstup z Evropské ligy
  - 3S: 3. místo v základní skupině
  - P4: Poražení ze 4. předkola
  - P3: Poražení ze 3. předkola
- MČ: mistrovská část × NČ: nemistrovská část

| Vstup             | Vstup             | Týmy                          | Týmy                          | Týmy                        | Týmy                       |
| ----------------- | ----------------- | ----------------------------- | ----------------------------- | --------------------------- | -------------------------- |
| Předkolo play-off | Předkolo play-off | Bodø/Glimt (EL 3S)            | AEK Larnaka (EL 3S)           | Ludogorec Razgrad (EL 3S)   | Braga (EL 3S)              |
| Předkolo play-off | Předkolo play-off | Šeriff Tiraspol (EL 3S)       | Lazio Řím (EL 3S)             | Karabach (EL 3S)            | Trabzonspor (EL 3S)        |
|                   |                   |                               |                               |                             |                            |
| Základní skupina  | Základní skupina  | Gent (EL P4)                  | Austria Vídeň (EL P4)         | Heart of Midlothian (EL P4) | Dnipro-1 (EL P4)           |
| Základní skupina  | Základní skupina  | Sivasspor (EL P4)             | Silkeborg (EL P4)             | Apollon Limassol (EL P4)    | Žalgiris (EL P4)           |
| Základní skupina  | Základní skupina  | Shamrock Rovers (EL P4)       | Pjunik (EL P4)                |                             |                            |
|                   |                   |                               |                               |                             |                            |
| 4. předkolo       | Mistrovská část   | Maribor (EL P3-MČ)            | Slovan Bratislava (EL P3-MČ)  | F91 Dudelange (EL P3-MČ)    | Škupi (EL P3-MČ)           |
| 4. předkolo       | Mistrovská část   | Linfield (EL P3-MČ)           |                               |                             |                            |
| 4. předkolo       | Nemistrovská část | West Ham (7.)                 | Villarreal (7.)               | Fiorentina (7.)             | Kolín nad Rýnem (7.)       |
| 4. předkolo       | Nemistrovská část | Nice (5.)                     | FK Partizan (EL P3-NČ)        | Slovácko (EL P3-NČ)         |                            |
|                   |                   |                               |                               |                             |                            |
| 3. předkolo       | Mistrovská část   | Šachtěr Salihorsk (LM P1)     | RFS (LM P1)                   |                             |                            |
| 3. předkolo       | Nemistrovská část | Gil Vicente (5.)              | Twente (4.)                   | Anderlecht (3.)             | Wolfsberger (4.)           |
| 3. předkolo       | Nemistrovská část | Dundee United (4.)            | Zorja Luhansk (4.)            | Hajduk Split (VP)           | Lugano (VP)                |
| 3. předkolo       | Nemistrovská část | Panathinaikos (VP)            |                               |                             |                            |
|                   |                   |                               |                               |                             |                            |
| 2. předkolo       | Mistrovská část   | CFR Kluž (LM P1)              | Tobol Kostanaj (LM P1)        | Lech Poznań (LM P1)         | Zrinjski (LM P1)           |
| 2. předkolo       | Mistrovská část   | Tirana (LM P1)                | Dinamo Batumi (LM P1)         | Hibernians (LM P1)          | KÍ Klaksvík (LM P1)        |
| 2. předkolo       | Mistrovská část   | Ballkani (LM P1)              | Lincoln Red Imps (LM P1)      | Sutjeska Nikšić (LM P1)     | The New Saints (LM P1)     |
| 2. předkolo       | Mistrovská část   | Víkingur Reykjavík (LM P1)    | Inter Club d'Escaldes (LM P0) | Levadia Tallinn (LM P0)     | La Fiorita (LM P0)         |
| 2. předkolo       | Nemistrovská část | Guimarães (6.)                | AZ Alkmaar (POE)              | Royal Antverpy (4.)         | Rapid Vídeň (POE)          |
| 2. předkolo       | Nemistrovská část | Motherwell (5.)               | Vorskla Poltava (5.)          | Konyaspor (3.)              | Başakşehir (4.)            |
| 2. předkolo       | Nemistrovská část | Brøndby (4.)                  | Viborg (POE)                  | APOEL (3.)                  | Aris Limassol (4.)         |
| 2. předkolo       | Nemistrovská část | Čukarički (3.)                | Radnički Niš (4.)             | Slavia Praha (2.)           | Sparta Praha (3.)          |
| 2. předkolo       | Nemistrovská část | Osijek (2./3./4.)             | Rijeka (2./3./4.)             | Basilej (2.)                | Young Boys (3.)            |
| 2. předkolo       | Nemistrovská část | PAOK Soluň (2.)               | Aris Soluň (3.)               | Hapoel Be'er Ševa (VP)      | Maccabi Tel Aviv (3.)      |
| 2. předkolo       | Nemistrovská část | Maccabi Netanya (4.)          | Molde (VP)                    | Viking Stavanger (3.)       | Lillestrøm (4.)            |
| 2. předkolo       | Nemistrovská část | AIK Stockholm (2.)            | Djurgårdens (3.)              | Elfsborg (4.)               | Levski Sofia (VP)          |
| 2. předkolo       | Nemistrovská část | CSKA Sofia (2.)               | Botev Plovdiv (POE)           | Sepsi Sfântu Gheorghe (VP)  | FCSB (2.)                  |
| 2. předkolo       | Nemistrovská část | Universitatea Craiova (POE)   | Neftçi Baku (2.)              | Zira (3.)                   | Gabala (4.)                |
| 2. předkolo       | Nemistrovská část | Kajrat Almaty (VP)            | Astana (2.)                   | FC Kyzylžar (4.)            | Kisvárda (2.)              |
| 2. předkolo       | Nemistrovská část | Puskás Akadémia (3.)          | Fehérvár (4.)                 | Gomel (VP)                  | BATE Borisov (2.)          |
| 2. předkolo       | Nemistrovská část | Raków Częstochowa (VP)        | Koper (VP)                    | Spartak Trnava (VP)         | Vaduz (VP)                 |
| 2. předkolo       | Nemistrovská část | Sūduva (VP)                   | Racing Union (VP)             | Velež Mostar (VP)           | St Patrick's Athletic (VP) |
| 2. předkolo       | Nemistrovská část | Makedonija Gjorče Petrov (VP) | Ararat-Armenia (2.)           | Valmiera (2.)               | Vllaznia (VP)              |
|                   |                   |                               |                               |                             |                            |
| 1. předkolo       | 1. předkolo       | Dinamo Minsk (3.)             | Pogon Štětín (3.)             | Lechia Gdańsk (4.)          | Olimpija Lublaň (3.)       |
| 1. předkolo       | 1. předkolo       | Mura (4.)                     | Ružomberok (2./3.)            | DAC Dunajská Streda (POE)   | Žalgiris (3.)              |
| 1. předkolo       | 1. předkolo       | Panevėžys (4.)                | Differdange 03 (2.)           | Fola Esch (3.)              | Tuzla City (2.)            |
| 1. předkolo       | 1. předkolo       | Borac Banja Luka (3.)         | Sligo Rovers (3.)             | Derry City (4.)             | Akademija Panděv (2.)      |
| 1. předkolo       | 1. předkolo       | Škendija (3.)                 | Alaškert (3.)                 | Ararat Jerevan (4.)         | Liepāja (3.)               |
| 1. předkolo       | 1. předkolo       | Riga (4.)                     | Laçi (2.)                     | Partizani (3.)              | Crusaders (VP)             |
| 1. předkolo       | 1. předkolo       | Cliftonville (2.)             | Larne (POE)                   | Saburtalo (VP)              | Dinamo Tbilisi (2.)        |
| 1. předkolo       | 1. předkolo       | Dila Gori (3.)                | KuPS (VP)                     | SJK (3.)                    | Inter Turku (4.)           |
| 1. předkolo       | 1. předkolo       | Petrocub Hîncești (2.)        | Milsami Orhei (3.)            | Sfîntul Gheorghe 4.)        | Floriana (VP)              |
| 1. předkolo       | 1. předkolo       | Ħamrun Spartans (3.)          | Gżira United (4.)             | B36 Tórshavn (VP)           | HB Tórshavn (2.)           |
| 1. předkolo       | 1. předkolo       | Víkingur Gøta (3.)            | Llapi (VP)                    | Drita (2.)                  | Gjilani (3.)               |
| 1. předkolo       | 1. předkolo       | Europa FC (2.)                | St Joseph's (3.)              | Bruno's Magpies (4.)        | Budućnost Podgorica (VP)   |
| 1. předkolo       | 1. předkolo       | Dečić (3.)                    | Iskra (4.)                    | Bala Town (2.)              | Newtown (3.)               |
| 1. předkolo       | 1. předkolo       | Breiðablik UBK (2.)           | KR (3.)                       | Paide Linnameeskond (VP)    | Flora Tallinn (2.)         |
| 1. předkolo       | 1. předkolo       | Atlètic d'Escaldes (VP)       | Santa Coloma (2.)             | Tre Fiori (VP)              | Tre Penne (2.)             |

## Termíny
Termíny pro odehrání jednotlivých kol a jejich losování jsou uvedeny níže. Pokud není uvedeno jinak, los probíhá vždy v Nyonu, ve Švýcarsku, v sídle UEFA. Los základních skupin proběhl 26. srpna 2022.
| Fáze            | Kolo             | Datum losování    | První zápasy      | Druhé zápasy      |
| --------------- | ---------------- | ----------------- | ----------------- | ----------------- |
| Kvalifikace     | 1. předkolo      | 14. června 2022   | 7. červenec 2022  | 14. červenec 2022 |
| Kvalifikace     | 2. předkolo      | 15. června 2022   | 21. červenec 2022 | 28. červenec 2022 |
| Kvalifikace     | 3. předkolo      | 18. červenec 2022 | 4. srpen 2022     | 11. srpen 2022    |
| Kvalifikace     | 4. předkolo      | 1. srpna 2022     | 18. srpna 2022    | 25. srpna 2022    |
| Skupinová fáze  | 1. kolo          | 26. srpna 2022    | 8. září 2022      | 8. září 2022      |
| Skupinová fáze  | 2. kolo          | 26. srpna 2022    | 15. září 2022     | 15. září 2022     |
| Skupinová fáze  | 3. kolo          | 26. srpna 2022    | 6. října 2022     | 6. října 2022     |
| Skupinová fáze  | 4. kolo          | 26. srpna 2022    | 13. října 2022    | 13. října 2022    |
| Skupinová fáze  | 5. kolo          | 26. srpna 2022    | 27. října 2022    | 27. října 2022    |
| Skupinová fáze  | 6. kolo          | 26. srpna 2022    | 3. listopadu 2022 | 3. listopadu 2022 |
| Vyřazovací fáze | Předkolo playoff | 7. listopadu 2022 | 16. února 2023    | 23. února 2023    |
| Vyřazovací fáze | Osmifinále       | 24. února 2023    | 9. března 2023    | 16. března 2023   |
| Vyřazovací fáze | Čtvrtfinále      | 17. března 2023   | 13. dubna 2023    | 20. dubna 2023    |
| Vyřazovací fáze | Semifinále       | 17. března 2023   | 11. května 2023   | 18. května 2023   |
| Vyřazovací fáze | Finále           | 17. března 2023   | 7. června 2023    | 7. června 2023    |

## Kvalifikace

### 1. předkolo
Los proběhl 14. června 2022.
| Domácí v 1. zápase  | Celkem          | Hosté v 1. zápase   | 1. zápas | 2. zápas     |
| ------------------- | --------------- | ------------------- | -------- | ------------ |
| Alaškert            | 2:4             | Ħamrun Spartans     | 1:0      | 1:4          |
| Lechia Gdańsk       | 6:2             | Akademija Pandev    | 4:1      | 2:1          |
| Inter Turku         | 1:3             | Drita               | 1:0      | 0:3          |
| Dinamo Tbilisi      | 4:4 (5:6 pen.)  | Paide Linnameeskond | 2:3      | 2:1 (prodl.) |
| Panevėžys           | 0:2             | Milsami Orhei       | 0:0      | 0:2          |
| Laçi                | 1:0             | Iskra               | 0:0      | 1:0          |
| Gjilani             | 2:3             | Liepāja             | 1:0      | 1:3          |
| Sfîntul Gheorghe    | 2:4             | Mura                | 1:2      | 1:2          |
| KuPS                | 2:0             | Dila Gori           | 2:0      | 0:0          |
| Ružomberok          | 2:0             | Žalgiris            | 2:0      | 0:0          |
| Budućnost Podgorica | 4:2             | Llapi               | 2:0      | 2:2          |
| Gżira United        | 2:1             | Atlètic d'Escaldes  | 1:1      | 1:0 (prodl.) |
| Borac Banja Luka    | 3:3 (3:4 pen. ) | B36 Tórshavn        | 2:0      | 1:3 (prodl.) |
| Olimpija Lublaň     | 3:2             | Differdange 03      | 1:1      | 2:1 (prodl.) |
| St Joseph's         | 1:0             | Larne               | 0:0      | 1:0          |
| Santa Coloma        | 1:5             | Breiðablik UBK      | 0:1      | 1:4          |
| DAC Dunajská Streda | 5:1             | Cliftonville        | 2:1      | 3:0          |
| Víkingur Gøta       | 3:1             | Europa FC           | 1:0      | 2:1          |
| Bala Town           | 2:2 (3:4 pen.)  | Sligo Rovers        | 1:2      | 1:0 (prodl.) |
| Fola Esch           | 1:4             | Tre Fiori           | 0:1      | 1:3          |
| Dinamo Minsk        | 3:2             | Dečić               | 1:1      | 2:1          |
| Tre Penne           | 0:8             | Tuzla City          | 0:2      | 0:6          |
| Saburtalo           | 1:1 (5:4 pen.)  | Partizani           | 0:1      | 1:0 (prodl.) |
| Škendija            | 4:2             | Ararat Jerevan      | 2:0      | 2:2          |
| Floriana            | 0:1             | Petrocub Hîncești   | 0:0      | 0:1          |
| Pogoń Štětín        | 4:2             | KR Reykjavík        | 4:1      | 0:1          |
| HB Tórshavn         | 2:2 (2:4 pen.)  | Newtown             | 1:0      | 1:2 (prodl.) |
| Bruno's Magpies     | 3:4             | Crusaders           | 2:1      | 1:3          |
| Flora Tallinn       | 3:4             | SJK                 | 1:0      | 2:4 (prodl.) |
| Derry City          | 0:4             | Riga                | 0:2      | 0:2          |

### 2. předkolo
Los proběhl 15. června. Byly při něm rozlosovány dvojice pro 2. předkolo. V mistrovské části budou dva týmy mít volný los do 3. předkola, protože z předkol Ligy mistrů bude do předkol Evropské konferenční ligy přesunuto o 2 týmy méně.

#### Mistrovská část
| Domácí v 1. zápase | Celkem    | Hosté v 1. zápase     | 1. zápas | 2. zápas |
| ------------------ | --------- | --------------------- | -------- | -------- |
| Šachtěr Salihorsk  | volný los | –                     | -:-      | -:-      |
| RFS                | volný los | –                     | -:-      | -:-      |
| La Fiorita         | 0:10      | Ballkani              | 0:4      | 0:6      |
| Víkingur Reykjavík | 2:0       | The New Saints        | 2:0      | 0:0      |
| Sutjeska Nikšić    | 0:1       | KÍ Klaksvík           | 0:0      | 0:1      |
| Hibernians         | 4:3       | Levadia Tallinn       | 3:2      | 1:1      |
| Tirana             | 2:4       | Zrinjski              | 0:1      | 2:3      |
| Lech Poznań        | 6:1       | Dinamo Batumi         | 5:0      | 1:1      |
| CFR Kluž           | 4:1       | Inter Club d'Escaldes | 3:0      | 1:1      |
| Tobol Kostanaj     | 3:0       | Lincoln Red Imps      | 2:0      | 1:0      |

#### Nemistrovská část
| Domácí v 1. zápase       | Celkem         | Hosté v 1. zápase     | 1. zápas | 2. zápas     |
| ------------------------ | -------------- | --------------------- | -------- | ------------ |
| Gżira United             | 5:5 (3:1 pen.) | Radnički Niš          | 2:2      | 3:3 (prodl.) |
| Aris Soluň               | 7:2            | Homel                 | 5:1      | 2:1          |
| Botev Plovdiv            | 0:2            | APOEL                 | 0:0      | 0:2          |
| Fehérvár                 | 5:3            | Gabala                | 4:1      | 1:2          |
| Başakşehir               | 2:1            | Maccabi Netanya       | 1:1      | 1:0          |
| Aris Limassol            | 2:3            | Neftçi Baku           | 2:0      | 0:3          |
| Velež Mostar             | 0:2            | Ħamrun Spartans       | 0:1      | 0:1          |
| Saburtalo                | 3:4            | FCSB                  | 1:0      | 2:4          |
| Makedonija Gjorče Petrov | 0:4            | CSKA Sofia            | 0:0      | 0:4          |
| Hapoel Be'er Ševa        | 3:1            | Dinamo Minsk          | 2:1      | 1:0          |
| Zira                     | 0:3            | Maccabi Tel Aviv      | 0:3      | 0:0          |
| Vllaznia                 | 1:4            | Universitatea Craiova | 1:1      | 0:3          |
| Ararat-Armenia           | 0:0 (3:5 pen.) | Paide Linnameeskond   | 0:0      | 0:0 (prodl.) |
| Kajrat Almaty            | 0:2            | Kisvárda              | 0:1      | 0:1          |
| BATE Borisov             | 0:5            | Konyaspor             | 0:3      | 0:2          |
| Sepsi Sfântu Gheorghe    | 3:3 (4:2 pen.) | Olimpija Lublaň       | 3:1      | 0:2 (prodl.) |
| FC Kyzylžar              | 3:2            | Osijek                | 1:2      | 2:0          |
| Liepāja                  | 0:4            | Young Boys Bern       | 0:1      | 0:3          |
| Rapid Vídeň              | 2:1            | Lechia Gdańsk         | 0:0      | 2:1          |
| SJK                      | 2:5            | Lillestrøm            | 0:0      | 2:5          |
| Breiðablik UBK           | 3:2            | Budućnost Podgorica   | 2:0      | 1:2          |
| St Patrick's Athletic    | 1:1 (6:5 pen.) | Mura                  | 1:1      | 0:0 (prodl.) |
| St Joseph's              | 0:11           | Slavia Praha          | 0:4      | 0:7          |
| Spartak Trnava           | 6:2            | Newtown               | 4:1      | 2:1          |
| Sūduva                   | 0:2            | Viborg                | 0:1      | 0:1          |
| Víkingur Gøta            | 0:4            | DAC Dunajská Streda   | 0:2      | 0:2          |
| Pogoń Štětín             | 1:5            | Brøndby               | 1:1      | 4:0          |
| AZ Alkmaar               | 5:0            | Tuzla City            | 1:0      | 4:0          |
| Motherwell               | 0:3            | Sligo Rovers          | 0:1      | 0:2          |
| Molde                    | 6:2            | Elfsborg              | 4:1      | 2:1          |
| Koper                    | 1:2            | Vaduz                 | 0:1      | 1:1 (prodl.) |
| B36 Tórshavn             | 1:0            | Tre Fiori             | 1:0      | 0:0          |
| Ružomberok               | 1:5            | Riga                  | 0:3      | 1:2          |
| Basilej                  | 3:1            | Crusaders             | 2:0      | 1:1          |
| Royal Antverpy           | 2:0            | Drita                 | 0:0      | 2:0          |
| Petrocub Hîncești        | 4:1            | Laçi                  | 0:0      | 4:1          |
| Racing Union             | 1:8            | Čukarički             | 1:4      | 0:4          |
| Levski Sofia             | 3:1            | PAOK Soluň            | 2:0      | 1:1          |
| Guimarães                | 3:0            | Puskás Akadémia       | 3:0      | 0:0          |
| Rijeka                   | 1:4            | Djurgårdens           | 1:2      | 0:2          |
| Vorskla Poltava          | 3:4            | AIK Stockholm         | 3:2      | 0:2 (prodl.) |
| Valmiera                 | 1:3            | Škendija              | 0:0      | 1:3          |
| Raków Częstochowa        | 6:0            | Astana                | 5:0      | 1:0          |
| KuPS                     | 6:3            | Milsami Orhei         | 2:2      | 4:1          |
| Sparta Praha             | 1:2            | Viking Stavanger      | 0:0      | 1:2          |

### 3. předkolo
Los proběhl 18. července. Byly při něm rozlosovány dvojice pro 3. předkolo.

#### Mistrovská část
| Domácí v 1. zápase | Celkem         | Hosté v 1. zápase | 1. zápas | 2. zápas     |
| ------------------ | -------------- | ----------------- | -------- | ------------ |
| Víkingur Reykjavík | 2:4            | Lech Poznań       | 1:0      | 1:4 (prodl.) |
| RFS                | 4:2            | Hibernians        | 1:1      | 3:1          |
| Ballkani           | 4:4 (4:3 pen.) | KÍ Klaksvík       | 3:2      | 1:2 (prodl.) |
| Zrinjski           | 2:1            | Tobol Kostanaj    | 1:0      | 1:1          |
| Šachtěr Salihorsk  | 0:1            | CFR Kluž          | 0:0      | 0:1          |

#### Nemistrovská část
| Domácí v 1. zápase    | Celkem         | Hosté v 1. zápase     | 1. zápas | 2. zápas     |
| --------------------- | -------------- | --------------------- | -------- | ------------ |
| Spartak Trnava        | 0:3            | Raków Częstochowa     | 0:2      | 0:1          |
| AIK Stockholm         | 2:2 (3:2 pen.) | Škendija              | 1:1      | 1:1 (prodl.) |
| Viking Stavanger      | 5:2            | Sligo Rovers FC       | 5:1      | 0:1          |
| Breiðablik UBK        | 1:6            | Başakşehir            | 1:3      | 0:3          |
| KuPS                  | 0:5            | Young Boys Bern       | 0:2      | 0:3          |
| Paide Linnameeskond   | 0:5            | RSC Anderlecht        | 0:2      | 0:3          |
| Viborg                | 5:1            | B36 Tórshavn          | 3:0      | 2:1          |
| Hajduk Split          | 3:2            | Guimarães             | 3:1      | 0:1          |
| Brøndby               | 2:2 (1:3 pen.) | Basilej               | 1:0      | 1:2 (prodl.) |
| Lillestrøm            | 1:5            | Royal Antverpy        | 1:3      | 0:2          |
| CSKA Sofia            | 2:1            | St Patrick's Athletic | 0:1      | 2:0          |
| Dundee United         | 1:7            | AZ Alkmaar            | 1:0      | 0:7          |
| APOEL                 | 1:0            | FC Kyzylžar           | 1:0      | 0:0          |
| DAC Dunajská Streda   | 0:2            | FCSB                  | 0:1      | 0:1          |
| Riga                  | 1:5            | Gil Vicente           | 1:1      | 0:4          |
| Wolfsberger           | 4:0            | Gżira United          | 0:0      | 4:0          |
| Maccabi Tel Aviv      | 3:2            | Aris Soluň            | 2:0      | 1:2          |
| Molde                 | 4:2            | Kisvárda              | 3:0      | 1:2          |
| Neftçi Baku           | 2:3            | Rapid Vídeň           | 2:1      | 0:2 (prodl.) |
| Lugano                | 1:5            | Hapoel Beer Ševa      | 0:2      | 1:3          |
| Ħamrun Spartans       | 2:2 (4:1 pen.) | Levski Sofia          | 0:1      | 2:1 (prodl.) |
| Čukarički             | 2:7            | Twente                | 1:3      | 1:4          |
| Zorja Luhansk         | 1:3            | Universitatea Craiova | 1:0      | 0:3          |
| Vaduz                 | 5:3            | Konyaspor             | 1:1      | 4:2          |
| Sepsi Sfântu Gheorghe | 2:6            | Djurgårdens           | 1:3      | 1:3          |
| Fehérvár              | 7:1            | Petrocub Hîncești     | 5:0      | 2:1          |
| Slavia Praha          | 3:1            | Panathinaikos         | 2:0      | 1:1          |

### 4. předkolo
Los proběhl 2. srpna a byly při něm rozlosovány dvojice pro 4. předkolo.

#### Mistrovská část
| Domácí v 1. zápase | Celkem         | Hosté v 1. zápase | 1. zápas | 2. zápas     |
| ------------------ | -------------- | ----------------- | -------- | ------------ |
| Maribor            | 0:1            | CFR Kluž          | 0:0      | 0:1          |
| RFS                | 3:3 (4:2 pen.) | Linfield          | 2:2      | 1:1 (prodl.) |
| Lech Poznań        | 3:1            | F91 Dudelange     | 2:0      | 1:1          |
| Škupi              | 1:3            | Ballkani          | 1:2      | 0:1          |
| Zrinjski Mostar    | 2:2 (5:6 pen.) | Slovan Bratislava | 1:0      | 1:2 (prodl.) |

#### Nemistrovská část
| Domácí v 1. zápase    | Celkem         | Hosté v 1. zápase | 1. zápas | 2. zápas     |
| --------------------- | -------------- | ----------------- | -------- | ------------ |
| CSKA Sofia            | 1:2            | Basilej           | 1:0      | 0:2          |
| Vaduz                 | 2:1            | Rapid Vídeň       | 1:1      | 1:0          |
| Raków Częstochowa     | 2:3            | Slavia Praha      | 2:1      | 0:2 (prodl.) |
| Djurgårdens           | 5:3            | APOEL             | 3:0      | 2:3          |
| Maccabi Tel Aviv      | 1:2            | Nice              | 1:0      | 0:2 (prodl.) |
| Universitatea Craiova | 2:2 (3:4 pen.) | Hapoel Beer Ševa  | 1:1      | 1:1 (prodl.) |
| Başakşehir            | 4:2            | Royal Antverpy    | 1:1      | 3:1          |
| FCSB                  | 4:3            | Viking Stavanger  | 1:2      | 3:1          |
| Partizan Bělehrad     | 7:4            | Ħamrun Spartans   | 4:1      | 3:3          |
| Fiorentina            | 2:1            | Twente            | 2:1      | 0:0          |
| Villarreal            | 6:2            | Hajduk Split      | 4:2      | 2:0          |
| Kolín nad Rýnem       | 4:2            | Fehérvár          | 1:2      | 3:0          |
| West Ham United       | 6:1            | Viborg            | 3:1      | 3:0          |
| Young Boys Bern       | 1:1 (1:3 pen.) | RSC Anderlecht    | 0:1      | 1:0 (prodl.) |
| Slovácko              | 4:0            | AIK Stockholm     | 3:0      | 1:0          |
| Molde                 | 4:1            | Wolfsberger       | 0:1      | 4:0          |
| AZ Alkmaar            | 6:1            | Gil Vicente       | 4:0      | 2:1          |

## Skupinová fáze
Skupinovou fázi Evropské ligy UEFA 2022/23 bude hrát 32 týmů. Jedná se o 5 vítězů z 4. předkola mistrovské části, 17 vítězů z 4. předkola nemistrovské části a 10 týmů vyřazených ze 4. předkola Evropské ligy. Los proběhne 26. srpna 2022.
32 týmů bude nalosováno do 8 skupin po 4 týmech, přičemž v jedné skupině nemůže být více klubů ze stejné země. Pro losování budou týmy rozděleny do 4 výkonnostních košů dle koeficientu UEFA.
V každé skupině se týmy utkají každý s každým systémem doma–venku. Vítězové skupin a týmy na 2. místech postupují do play-off Evropské konferenční ligy UEFA 2022/23. První zápasy se odehrály 8. září 2022, poslední zápasy se odehrají 3. listopadu 2022.
Los
| Koš 1           | Koš 1  | Koš 2             | Koš 2  | Koš 3               | Koš 3  | Koš 4       | Koš 4 |
| --------------- | ------ | ----------------- | ------ | ------------------- | ------ | ----------- | ----- |
| Villarreal      | 78.000 | CFR Kluž          | 19.500 | Nice                | 12.016 | Dnipro-1    | 6.360 |
| Basilej         | 55.000 | Molde             | 19.000 | Anderlecht          | 11.500 | Lech Poznaň | 6.000 |
| Slavia Praha    | 52.000 | FCSB              | 17.500 | Žalgiris            | 8.000  | Slovácko    | 5.560 |
| AZ Alkmaar      | 28.500 | Fiorentina        | 15.380 | Austria Vídeň       | 7.770  | Silkeborg   | 5.435 |
| Gent            | 27.500 | Kolín nad Rýnem   | 15.042 | Heart of Midlothian | 7.380  | Djurgårdens | 4.575 |
| Başakşehir      | 25.000 | Hapoel Beer Ševa  | 14.000 | Shamrock Rovers     | 7.000  | Pjunik      | 4.250 |
| Partizan        | 24.500 | Apollon Limassol  | 14.000 | Sivasspor           | 6.500  | RFS         | 4.000 |
| West Ham United | 21.328 | Slovan Bratislava | 13.000 | Vaduz               | 6.500  | Ballkani    | 1.633 |

Vysvětlivky ke skupinám
|  | Postup do osmifinále play-off |
|  | Postup do předkola play-off   |

### Skupina A
| Poř. | Tým                 | Z | V | R | P | VG | OG | B  |
| ---- | ------------------- | - | - | - | - | -- | -- | -- |
| 1.   | İstanbul Başakşehir | 6 | 4 | 1 | 1 | 14 | 3  | 13 |
| 2.   | Fiorentina          | 6 | 4 | 1 | 1 | 14 | 6  | 13 |
| 3.   | Heart of Midlothian | 6 | 2 | 0 | 4 | 6  | 16 | 6  |
| 4.   | RFS                 | 6 | 0 | 2 | 4 | 2  | 11 | 2  |

### Skupina B
| Poř. | Tým             | Z | V | R | P | VG | OG | B  |
| ---- | --------------- | - | - | - | - | -- | -- | -- |
| 1.   | West Ham United | 6 | 6 | 0 | 0 | 13 | 4  | 18 |
| 2.   | Anderlecht      | 6 | 2 | 2 | 2 | 6  | 5  | 8  |
| 3.   | Silkeborg       | 6 | 2 | 0 | 4 | 12 | 7  | 6  |
| 4.   | FCSB            | 6 | 0 | 2 | 4 | 3  | 18 | 2  |

### Skupina C
| Poř. | Tým              | Z | V | R | P | VG | OG | B  |
| ---- | ---------------- | - | - | - | - | -- | -- | -- |
| 1.   | Villarreal       | 6 | 4 | 1 | 1 | 14 | 9  | 13 |
| 2.   | Lech Poznaň      | 6 | 2 | 3 | 1 | 12 | 7  | 9  |
| 3.   | Hapoel Beer Ševa | 6 | 1 | 4 | 1 | 8  | 5  | 7  |
| 4.   | Austria Vídeň    | 6 | 0 | 2 | 4 | 2  | 15 | 2  |

### Skupina D
| Poř. | Tým               | Z | V | R | P | VG | OG | B |
| ---- | ----------------- | - | - | - | - | -- | -- | - |
| 1.   | Nice              | 6 | 2 | 3 | 1 | 8  | 7  | 9 |
| 2.   | Partizan Bělehrad | 6 | 2 | 3 | 1 | 9  | 7  | 9 |
| 3.   | Kolín nad Rýnem   | 6 | 2 | 2 | 2 | 8  | 8  | 8 |
| 4.   | Slovácko          | 6 | 1 | 2 | 3 | 8  | 11 | 5 |

### Skupina E
| Poř. | Tým              | Z | V | R | P | VG | OG | B  |
| ---- | ---------------- | - | - | - | - | -- | -- | -- |
| 1.   | AZ Alkmaar       | 6 | 5 | 0 | 1 | 12 | 6  | 15 |
| 2.   | Dnipro-1         | 6 | 3 | 1 | 2 | 9  | 7  | 10 |
| 3.   | Apollon Limassol | 6 | 2 | 1 | 3 | 5  | 7  | 7  |
| 4.   | Vaduz            | 6 | 0 | 2 | 4 | 5  | 11 | 2  |

### Skupina F
| Poř. | Tým             | Z | V | R | P | VG | OG | B  |
| ---- | --------------- | - | - | - | - | -- | -- | -- |
| 1.   | Djurgårdens IF  | 6 | 5 | 1 | 0 | 12 | 6  | 16 |
| 2.   | Gent            | 6 | 2 | 2 | 2 | 10 | 6  | 8  |
| 3.   | Molde           | 6 | 2 | 1 | 3 | 9  | 10 | 7  |
| 4.   | Shamrock Rovers | 6 | 0 | 2 | 4 | 1  | 10 | 2  |

### Skupina G
| Poř. | Tým          | Z | V | R | P | VG | OG | B  |
| ---- | ------------ | - | - | - | - | -- | -- | -- |
| 1.   | Sivasspor    | 6 | 3 | 2 | 1 | 11 | 7  | 11 |
| 2.   | CFR Kluž     | 6 | 3 | 1 | 2 | 5  | 5  | 10 |
| 3.   | Slavia Praha | 6 | 2 | 2 | 2 | 6  | 7  | 8  |
| 4.   | Ballkani     | 6 | 1 | 1 | 4 | 8  | 11 | 4  |

### Skupina H
| Poř. | Tým               | Z | V | R | P | VG | OG | B  |
| ---- | ----------------- | - | - | - | - | -- | -- | -- |
| 1.   | Slovan Bratislava | 6 | 3 | 2 | 1 | 9  | 7  | 11 |
| 2.   | Basilej           | 6 | 3 | 2 | 1 | 11 | 9  | 11 |
| 3.   | Pjunik            | 6 | 2 | 0 | 4 | 8  | 9  | 6  |
| 4.   | Žalgiris          | 6 | 1 | 2 | 3 | 5  | 8  | 5  |

## Vyřazovací fáze
Vyřazovací fázi Evropské konferenční ligy UEFA 2022/23 hrálo 24 týmů. 8 vítězů skupin, 8 týmů z 2. míst a 8 týmů ze 3. míst základních skupin Evropské ligy UEFA 2022/2023. Play off začalo předkolem, kde se proti sobě utkaly nasazené a nenasazené týmy. Nenasazenými týmy bylo 8 klubů ze 3. míst Evropské ligy UEFA 2022/2023, nasazenými týmy bylo 8 týmů ze 2. míst skupin Evropské konferenční ligy. 8 vítězů skupin postoupilo automaticky do osmifinále Evropské konferenční ligy, kde byly nasazeny.
Vyřazovací fáze začala losem 7. listopadu 2022 a zápasy se odehrály od 16. února 2023 do 7. června 2023.

### Kvalifikované týmy ze skupinové fáze Evropské konferenční ligy
| Skupina | Vítězové skupin (nasazené týmy pro osmifinále) | 2. místo ve skupině (nasazené týmy pro předkolo playoff) |
| ------- | ---------------------------------------------- | -------------------------------------------------------- |
| A       | İstanbul Başakşehir                            | Fiorentina                                               |
| B       | West Ham United                                | Anderlecht                                               |
| C       | Villarreal                                     | Lech Poznań                                              |
| D       | Nice                                           | Partizan                                                 |
| E       | AZ Alkmaar                                     | Dnipro-1                                                 |
| F       | Djurgårdens IF                                 | Gent                                                     |
| G       | Sivasspor                                      | CFR Kluž                                                 |
| H       | Slovan Bratislava                              | Basilej                                                  |

### Kvalifikované týmy z 3. míst ze skupin Evropské ligy
| Skupina | Nenasazené týmy pro předkolo playoff |
| ------- | ------------------------------------ |
| A       | Bodø/Glimt                           |
| B       | AEK Larnaka                          |
| C       | Ludogorec Razgrad                    |
| D       | Braga                                |
| E       | Šeriff Tiraspol                      |
| F       | Lazio Řím                            |
| G       | Karabach                             |
| H       | Trabzonspor                          |

### Předkolo play-off
Předkolo play-off hrálo 8 týmů z 2. míst základních skupin a 8 týmů ze 3. míst základních skupin Evropské ligy UEFA 2022/2023.
| Domácí v 1. zápase | Celkem        | Hosté v 1. zápase | 1. zápas | 2. zápas  |
| ------------------ | ------------- | ----------------- | -------- | --------- |
| Karabach           | 1 : 1 (3:5 p) | Gent              | 1:0      | 0:1 (pp.) |
| Trabzonspor        | 1 : 2         | Basilej           | 1:0      | 0:2       |
| Lazio              | 1 : 0         | CFR Kluž          | 1:0      | 0:0       |
| Bodø/Glimt         | 0 : 1         | Lech Poznań       | 0:0      | 0:1       |
| Braga              | 2 : 7         | Fiorentina        | 0:4      | 2:3       |
| AEK Larnaka        | 1 : 0         | Dnipro-1          | 1:0      | 0:0       |
| Šeriff Tiraspol    | 3 : 2         | Partizan          | 0:1      | 3:1       |
| Ludogorec Razgrad  | 2 : 2 (0:3 p) | Anderlecht        | 1:0      | 1:2 (pp.) |

### Osmifinále
Osmifinále bude hrát 8 vítězů základních skupin a 8 vítězů z předkola play-off.
| Domácí v 1. zápase | Celkem        | Hosté v 1. zápase   | 1. zápas | 2. zápas  |
| ------------------ | ------------- | ------------------- | -------- | --------- |
| AEK Larnaka        | 0 : 6         | West Ham United     | 0:2      | :4        |
| Fiorentina         | 5 : 1         | Sivasspor           | 1:0      | 4:1       |
| Lazio              | 2 : 4         | AZ                  | 1:2      | 1:2       |
| Lech Poznań        | 5 : 0         | Djurgårdens IF      | 2:0      | 3:0       |
| Basilej            | 4 : 4 (4:1 p) | Slovan Bratislava   | 2:2      | 2:2 (pp.) |
| Šeriff Tiraspol    | 1 : 4         | Nice                | 0:1      | 1:3       |
| Anderlecht         | 2 : 1         | Villarreal          | 1:1      | 1:0       |
| Gent               | 5 : 2         | İstanbul Başakşehir | 1:1      | 4:1       |

### Čtvrtfinále
| Domácí v 1. zápase | Celkem        | Hosté v 1. zápase | 1. zápas | 2. zápas  |
| ------------------ | ------------- | ----------------- | -------- | --------- |
| Lech Poznań        | 4 : 6         | Fiorentina        | 1:4      | 3:2       |
| Gent               | 2 : 5         | West Ham United   | 1:1      | 1:4       |
| Anderlecht         | 2 : 2 (1:4 p) | AZ                | 2:0      | 0:2 (pp.) |
| Basilej            | 4 : 3         | Nice              | 2:2      | 2:1 (pp.) |

### Semifinále
| Domácí v 1. zápase | Celkem | Hosté v 1. zápase | 1. zápas | 2. zápas  |
| ------------------ | ------ | ----------------- | -------- | --------- |
| Fiorentina         | 4 : 3  | Basilej           | 1:2      | 3:1 (pp.) |
| West Ham United    | 3 : 1  | AZ                | 2:1      | 1:0       |

### Finále
| 7. června 2023 21:00    |        |                                           |                                                                       |
| Fiorentina              | 1 : 2  | West Ham United                           | Fortuna Arena, Praha diváci: 17 363 rozhodčí: Carlos del Cerro Grande |
| Giacomo Bonaventura 67' | Report | 62' (pen.) Saïd Benrahma 90' Jarrod Bowen | Fortuna Arena, Praha diváci: 17 363 rozhodčí: Carlos del Cerro Grande |